# Neivamyrmex baylori
Neivamyrmex baylori é uma espécie de formiga do gênero Neivamyrmex.